# DFB-Ligapokal 2002
La DFB-Ligapokal 2002 (nota in italiano anche come Coppa di Lega tedesca 2002) è stata la settima edizione della Coppa di Lega tedesca.
Si è svolta nel luglio e agosto 2002 ed è stata vinta dallo Hertha Berlino, che, per la seconda volta consecutiva, ha battuto in finale lo Schalke 04 per 4-1.

## Partecipanti
| Squadra           | Città             | Motivo qualificazione                                                       |
| ----------------- | ----------------- | --------------------------------------------------------------------------- |
| Borussia Dortmund | Dortmund          | Vincitore della Bundesliga 2001-2002                                        |
| Schalke 04        | Gelsenkirchen     | Vincitore della Coppa di Germania 2001-2002 e 5º nella Bundesliga 2001-2002 |
| Bayer Leverkusen  | Leverkusen        | 2º nella Bundesliga 2001-2002                                               |
| Bayern Monaco     | Monaco di Baviera | 3º nella Bundesliga 2001-2002                                               |
| Hertha Berlino    | Berlino           | 4º nella Bundesliga 2001-2002                                               |
| Werder Brema      | Brema             | 6º nella Bundesliga 2001-2002                                               |

## Tabellone
| Turno preliminare    | Turno preliminare |  |  | Semifinali        | Semifinali |  |  | Finale         | Finale |
|                      |                   |  |  |                   |            |  |  |                |        |
|                      |                   |  |  | Schalke 04        | 2          |  |  |                |        |
| Bayer Leverkusen     | 1                 |  |  | Bayer Leverkusen  | 0          |  |  |                |        |
| Werder Brema         | 0                 |  |  |                   |            |  |  | Schalke 04     | 1      |
|                      |                   |  |  |                   |            |  |  | Hertha Berlino | 4      |
|                      |                   |  |  | Borussia Dortmund | 1          |  |  |                |        |
| Bayern Monaco        | 2 (3)             |  |  | Hertha Berlino    | 2          |  |  |                |        |
| Hertha Berlino (dcr) | 2 (4)             |  |  |                   |            |  |  |                |        |

## Turno preliminare
| Arbitro: | Koop |

|              |           |  |
| Sebescen 63’ | Marcatori |  |

| Arbitro: | Gagelmann |

|                                                 |                      |                                                          |
| Élber 17’ 88’                                   | Marcatori            | 49’ Marcelinho 87’ Preetz                                |
| Salihamidžić Scholl Zickler Sagnol Tarnat Élber | Tiri di rigore 3 – 4 | Konstantinidis Neuendorf Marcelinho Schmidt Preetz Pinto |

## Semifinali
| Arbitro: | Kemmling |

|                              |           |  |
| Wałdoch 20’ Hajto 76’ (rig.) | Marcatori |  |

| Arbitro: | Meyer |

|                   |           |                    |
| Ricken 71’ (rig.) | Marcatori | 25’ 67’ Alex Alves |

## Finale
| Arbitro: | Strampe |

|           |           |                                             |
| Agali 61’ | Marcatori | 32’ 84’ Marcelinho 33’ Alex Alves 89’ Pinto |

| Schalke 04 | Hertha Berlino |

### Formazioni
| Schalke 04:    |    |                     |             |     |
|                |    |                     |             |     |
| P              | 1  | Frank Rost          | Ammonizione |     |
| D              | 18 | Niels Oude Kamphuis |             | 40’ |
| D              | 12 | Marco van Hoogdalem |             |     |
| D              | 6  | Tomasz Hajto        |             |     |
| D              | 3  | Aníbal Matellán     |             |     |
| C              | 17 | Sven Vermant        |             | 70’ |
| C              | 20 | Christian Poulsen   |             |     |
| C              | 7  | Andreas Möller      |             |     |
| C              | 8  | Jörg Böhme          | Ammonizione | 46’ |
| A              | 22 | Victor Agali        |             |     |
| A              | 11 | Ebbe Sand           |             |     |
| Sostituzioni:  |    |                     |             |     |
| C              | 5  | Sven Kmetsch        |             | 40’ |
| C              | 14 | Gerald Asamoah      | Ammonizione | 46’ |
| A              | 34 | Abdul Iyodo         |             | 70’ |
| Allenatore:    |    |                     |             |     |
| Frank Neubarth |    |                     |             |     |

| Hertha Berlino: |    |                   |             |     |
|                 |    |                   |             |     |
| P               | 1  | Gábor Király      |             |     |
| D               | 19 | Andreas Schmidt   |             | 73’ |
| D               | 14 | Josip Šimunić     | Ammonizione |     |
| D               | 3  | Arne Friedrich    |             |     |
| D               | 21 | Michael Hartmann  | Ammonizione |     |
| C               | 13 | Bartosz Karwan    |             | 79’ |
| C               | 20 | Andreas Neuendorf |             | 67’ |
| C               | 25 | Rob Maas          |             |     |
| C               | 8  | Bart Goor         |             |     |
| A               | 10 | Marcelinho        | Ammonizione |     |
| A               | 7  | Alex Alves        |             |     |
| Sostituzioni:   |    |                   |             |     |
| C               | 23 | René Tretschok    |             | 67’ |
| C               | 32 | Thorben Marx      |             | 73’ |
| C               | 38 | Roberto Pinto     |             | 79’ |
| Allenatore:     |    |                   |             |     |
| Huub Stevens    |    |                   |             |     |

## Classifica marcatori
| Pos. | Giocatore       | Squadra           | Gol |
| ---- | --------------- | ----------------- | --- |
| 1    | Alex Alves      | Hertha Berlino    | 3   |
| 1    | Marcelinho      | Hertha Berlino    | 3   |
| 3    | Giovane Élber   | Bayern Monaco     | 2   |
| 4    | Victor Agali    | Schalke 04        | 1   |
| 4    | Tomasz Hajto    | Schalke 04        | 1   |
| 4    | Roberto Pinto   | Hertha Berlino    | 1   |
| 4    | Michael Preetz  | Hertha Berlino    | 1   |
| 4    | Lars Ricken     | Borussia Dortmund | 1   |
| 4    | Zoltán Sebescen | Bayer Leverkusen  | 1   |
| 4    | Tomasz Wałdoch  | Schalke 04        | 1   |